# Prismă Amici

O prismă Amici dublă.

O prismă Amici sau o prismă de vedere directă este un ansamblu de prisme utilizate în principal în spectrometrie și își datorează numele astronomului italian Giovanni Amici. Permite să se formeze pur și simplu spectrul luminii care trece prin ea.

## Descriere
O prismă de vedere directă (sau prismă compensată) este de fapt formată din mai multe prisme din diferite sticle (crown sau flint) unite într-un tub orizontal poziționat pe un suport vertical.

## Funcționare
În timp ce o singură prismă dispersează lumina deviind-o, o prismă de vedere directă o dispersează fără să o devieze prea mult, ceea ce simplifică montarea.

## Utilizări
Se știe că, în general, lunetele astronomice oferă imagini răsturnate. În afară de spectrometrie, prismele Amici se folosesc atașate la lunetele astronomice, în fața ocularului, pentru redresarea imaginii; în felul acesta, lunetele astronomice se pot folosi, cu succes, și pentru observații terestre.